# 고진웨이

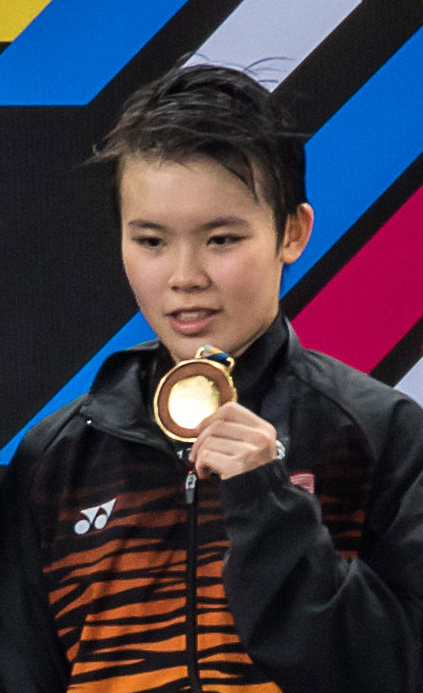

고진웨이(Goh Jin Wei) 또는 우진웨이(2000년 1월 30일 ~ )는 말레이시아 화교 여자 배드민턴 선수다. 2015년과 2018년 BWF 세계 주니어 선수권 대회에서 우승했고, 2018년 청소년 올림픽에서는 여자 단식 타이틀을 획득했다. 시니어 레벨에서 2017 SEA 게임 여자 단식 타이틀을 획득했다.

## 어린 시절
고진웨이는 피낭주의 부킷 메르타잠(Bukit Mertajam)에서 말레이시아계 중국인 가정에서 태어났다. 여섯 살 때 취미로 처음 배드민턴을 시작했다. 아버지는 그녀의 재능을 알아채고 리총웨이의 전 코치였던 테펑홧(Teh Peng Huat)의 지도 아래 그녀가 훈련하도록 했다. 11세 때 초등학교인 SJKC Jit Sin 'B'를 대표하여 12세 이하 그랑프리 결승전과 말레이시아 학교 스포츠 협의회에서 우승했다. 14세에 말레이시아 대표팀에 선발됐다.